# Alhambra Nievas González
Alhambra Nievas González (Granada, 9 d'agost de 1983) és una enginyera de telecomunicacions, jugadora de rugbi i àrbitra d'aquest mateix esport. És la primera espanyola que ha arbitrat un Mundial de Rugbi, la primera espanyola en ser nominada per segon any consecutiu com a millor àrbitra del món i la primera dona a ser triada millor àrbitre de rugbi del món.

## Biografia
Alhambra Nievas, va néixer a Granada però resideix a Màlaga. De petita jugava a futbol, tennis, bàsquet, voleibol i també practicava el karate. És enginyera de Telecomunicacions. Mentre estudiava Telecomunicacions va començar a practicar i a jugar al rugbi, l'any 2006 va iniciar una carrera paral·lela com a col·legiada que en solament una dècada l'ha portat a ser la número u del món.

## Trajectòria

### Jugadora
Va començar la seva carrera com a jugadora de rugbi als 19 anys a la Universitat de Màlaga. Durant 11 temporades va estar jugant a nivell nacional i 3 d'elles va ser internacional amb la selecció espanyola de rugbi, conegudes com Las Leonas. Va debutar amb la selecció espanyola en 2006 davant Anglaterra en un partit del Torneig VI Nacions Femení. L'any 2013, però, va haver de triar entre seguir competint o decantar-se pel seu paper d'àrbitra, escollint aquest darrer.

### Àrbitra
És l'única persona espanyola que arbitra amb plena dedicació a aquesta tasca, gràcies al contracte semiprofessional que té amb la World Rugbi i a alguna ajuda a nivell nacional. El rugbi femení havia estat dirigit majoritàriament per homes fins a l'any 2010. A la Copa del Món de Rugbi femení de 2014 només hi havia dues dones arbitrant, i una d'elles era Nievas.
- Des de 2012 arbitra partits de la Divisió d'Honor masculina.[5]
- Des de 2013, arbitra a nivell internacional femení.
- El 2014 va debutar en el rugbi XV en el Eden Park amb un Nova Zelanda-Samoa, just abans d'un partit dels 'All Blacks'.
- El mateix 2014 es va convertir, després de Paloma Pisa i Itziar Diaz, en la tercera dona a dirigir la final de Copa del Rei masculina. Va dirigir el Formatges-Bathco en La Balastera a Palència.
- En 2014 va dirigir dos partits de la Copa Mundial Femenina de Rugbi de 2014. Nievas, es converteix en la primera espanyola després del col·legiat madrileny José Juga a arribar a estar en un Mundial.
- En 2015 en el Sis Nacions va arbitrar tres partits.
- En el Preolímpic masculí i en la final dels Jocs Olímpics, totes les dones que anaven a arbitrar en els Jocs de Rio, van acudir com a reserves al Preolímpic masculí de Mònaco. Alhambra va xiular dos partits per la lesió d'un company.
- L'any 2016 en els Jocs Olímpics de Rio de Janeiro, va dirigir la final femenina de rugbi 7 entre Austràlia iNova Zelanda.[6][7]
- L'any 2016 en el Sis Nacions va arbitrar el partit Anglaterra-Irlanda.
- Al novembre de 2016, fou la primera dona a dirigir un 'test match' masculí a Anoeta (Sant Sebastià) en un partit Tonga- Estats Units.[8]

## Premis i reconeixements
- Nominada l'any 2015 a la categoria d'arbitratge en els World Rugbi Awards. Finalment, el guardó va recaure en el gal·lès Nigel Owens. Fou la primera dona que va optar a aquest premi.[9]
- Triada millor àrbitre del món en 2016 en els World Rugbi Awards.[10]